# Пинака
Пинака је индијски вишецевни бацач ракета који је развила Одбрамбено Истраживачко Развојна Организација (ОИРО) за потребе индијске војске. Максимални домет системе креће се од 40 km са ракетама Марк I до 60 km са ракетама Марк II, он може испаљимати пун плотун од 12 ракета са високо-експлозивним бојевима главама за 44 секунде, и неутралисати мету на површини од 3,9 km². Ради веће покретљивости систем је монтиран на камион марке Татра. Пинака је коришћена током Каргили рата, где је успешно неутралисала непријатељске положаје који су се налазили на планинским врховима. Од тада је индијска војска уводи у употребу велики број ових система.
Такође од 2014. год. сваке године се произведе 5000 ракета за овај систем, док се упоредо развија и нова варијанта са повећаним дометом и прецизношћу.

## Назив
Овај бацач добио је назив према луку који је бог Шива даровао краљу Деварати, претку краља Јанака. Помиње се и у епу Рамајана када га јунак Рама ломи како би победио Јанукину ћерку и његову жену.

## Развој
Индијска војска је раније користила руске бацаче БМ-21 Град. Током 1981. године као одговор на потребе индијске војске за артиљеријским оружјем дугог домета, Индијско Министарство Одбране (ИМО) одобрило је развој два поверљива пројекта. Јуна 1983. године, Генералштаб индијске војске усвојио је план са захтевима које систем треба да испуни у погледу својих карактеристија, планом је птредвиђено да се сваке године почев од 1994. године по један пук опрема овим системима. Приликом чега би овај систем требало да у потпуности замени сатраије системе БМ-21 Град.

Са развојем је започето 1986. године, а буџет који је одобрен за развој пројекта износио је 260,47 милиона рупија. Са развојем је завршено у децембру 1992. године. Војно Истраживачка и Развојна Установа, које су се налазе у индијском граду Пуна (ОИРО) лабораторије, радили су на развоју овог пројекта.

## Опис
Пинака је комплетан систем, свака батерија Пинаке састоји се од: шест бацача ракета, од којих је сваки са по 12 ракета; шест возила утоваривача за попуну пројектилима; три возила за попуну; два командна возила (једно стенд бај ) са компијутером за контролу ватре, и ДИГИКОРА МЕТ радаром. Батерија од шест система може да неутралише област површине од 1,000 m × 800 m.
Распоред у војсци се врши тако да једна батерија располаже са укупно 72 ракете. Свих 72 ракете могу бити испаљене за свега 44 секунде, и покрити простор од 1 km². Сваки лансер може такође и да гађа у различитом правцу у односу на остатак батерије. Систем поседује флексибилност тако да може испалити све ракете одједном (плотун) или само неколико њих појединачно.
Ово се може постићи помоћу компијутера за контролу ватре. Постоји командна веза којом се може управљати са свих шест лансера у батерији одједном. Сваки лансер поседује засебни компијутер, који му омаогућава да делује самостално у случају да буде одвојен од осталих пет возила при ратним дејствима. К.Ј. Денијел, пројектни директор Пинаке назвао је то “системом” и објаснио колико је сложен сваки од тих система. Једна батерија пинаке састоји се из шест лансера, шест возила за пуњење ракетама, шест возила за попуну(снабдевање горивом, деловима и пратећом опремом), два возила за командовање и контролу ватре као и возила које носи метеоролошки радар, који обезбеђује податке о правцу и јачини ветра и о осталим метеоролошким условима.

### Режими употребе
Овај бацач може радити у следећим режимима:
Самостални режим:Лансер је у потпуности контролисан компијутером за контролу ватре (ККВ). Микропроцесор на лансеру аутоматски извршава команде примљене од стране компјутера за контролу ватре, пружајући оператеру статус система на екрану рачунара са свим осталим параметрима.

Издвојен режим: У овом режиму, лансер није повезан са оператером компијутера за контролу ватре, а оператер на конзоли улази у све команде за подешавање система и избора параметара за гађање.
Даљински режи:У овом режиму, даљинско управљање јединицом врши се ван кабине на удаљености до 200m као и за контрола лансирних система, промена лансирног положаја и пуњење лансирних цеви из којих су испаљене ракете.
Ручни режим:Све операције лансера, као што су заузимање положаја и гађање могу се могу се обављати ручно. Ова могућност предвиђена је за случајеве у којима микропроцесор не ради исправно (непрецизно) или нема напајања за активирање контроле микропроцесора код оператера за контролу ватре.
Пинака је први пут испробана у Каргили рату где је и доказала своју ефикасност. Од тада, она је укључена у састав Индијске војске и наређено је да се започне са њеном серијском производњом. За Пинаку се наводи да је конструисана тако да буде јефтинија и конкурентнија од других бацача. Њена цена износи 20,3 милиона рупија за разлику од америчког М270 чија је цена 190,5 милиона рупија.
Главне карактеристике
- Употреба врхунске технологије за побољшање борбених могућности.
- Укупно оперативно време за оптимално гађање и јуришне способности.
- Кабина под притиском за заштиту посаде, са додатним штитом под притиском који експлозијом неутралише проектил пре него што погоди кабину.
- Микропроцесора који омогућава потпуно аутоматизовано позиционирање и контролу ватре.
- Уређајима за ноћно осматрање за возача и посаду.
- Неутрализација/уништавање изложених концентрација трупа, 'Б' возила и других флексибилних циљева.
- Неутрализација локација на којима су размештени непријатељска артиљерија и ракетни системи.
- Полагање противпешадијских и противтенковских мина у кратком року.

## Поруџбине
Пројект Пинака је био изузетан успех ОИРО и њених партнера у развоју и испоруци врхунских технологија, пројект високе вредности којим су испуњени високи захтеви индијске војске. Док је ОИРО био задужен за укупан дизајн и развој, његови партнери одиграли су значајну улогу у развоју важних подсистема и компоненти. У њих спадају Тата Пауер Ко Лтд Стратешка Електронска Дивизија (Тата Пауер СЕД) и Ларсен и Турбо Лтд који су у власништву државне Фабрике Борбене технике, за ракете, као и других приватних и државних фирми.
Први пук Пинака био израђен 2000. године. Сваки пук се састоји од три батерије са по шест Пинака у свакој, плус резерве. Дана, 29. марта 2006. године, индијска војска одобрава фирмама Тата Пауер СЕД и Ларсен и Турбо Тешки инжењеринг, уговор вредан 2 милијарде рупија ($ 45 милиона долара), за производњу 40 бацача Пинака по комаду. Тата Пауер је изјавио да ће испоручити прве јединице у року од шест месеци.Индијска војска је изразила жељу да бацаче Пинака набави по цени од 130 милијарди рупија.
Савет за одбрану и набавке на челу са министром одбране индије расписао је 29.10. 2015. године набавку, за још два нова пука по цени од приближно 550 милиона долара. А 18.03.2016. године Кабинет Комитета за Безбедност одлучио се за набавку још 2 додатна пука бацача Пинака.

## Службени задаци
Пинака ће се користи у комбинацији са радарима за навођење ватре и БЕЛ радара за сваки од 28 бацача понаособ. Индијска војска ће повезивати све своје артиљеријске јединице заједно, помоћу ОИРО-овог Артиљеријско Командног и Контролног Система (АККС) који делује као мултипликатор артиљеријске силе. Индија је већ започела са серијском производњом АККС-а. Јединице бацача Пинака биће такође у могућности да користе технологију Надзора и Таргетирања циљева (НТЦ). Јединице које су занчајно побољшане током касних 1990-их година, опремљене су беспилотним летелицама израелске производње као што су Трагач-1, Трагач-2 и ИАИ Херон које је купила Индијска војска, као и великим бројем радара и израелске производње као и индијске БЕЛ (Радарима за осматрање бојног поља). То је такође повезано са куповином система Израелског Система дугодометног осматрања и извиђања циљева помоћу сензора, који се конбинује са инфра ред или ццд сензором за дугодометно ноћно и дневно осматрање.
Тенутно се у сатаву војске налазе 3 пука ових система. Индијска војска ће у свој састав укључити додатан број пукова који су већ предвиђени њеним планом за период (2012–2017) оном динамиком којом буде замењивала старије системе БМ-21 Град.

## Планови
Пинака се налази у процесу даљег усавршавања. Израелска Војна Индустрија сарађује са индијском ОИРО у развоју Система за Корекцију Трајекторије на бацачима Пинака, како би се унапедио постојећи систем и смањила вероватноћа циркуларне грешке приликом гађања (вероватноћа поготка приликом кружног ротирања пројектила). Овај пројекат је спроведен у дело, и показао је одличне резултате. Ракете могу бити навођене и ГПС-ом како би се повећала њихова прецизност. Глава ракете поседује микроантену коју је развио ОИРО за овај систем.
Док се Пинака убудућности неће развијати у већи систем, њени успеси и сикуства стечени током програма који је водио УРИО са својим партнерима, биће коришћена за развој система дугог домета, сличног тешком вишецевном бацачу Смерч. Биће развијене нове ракете за Пинаку, дугачке 7,2m које ће моћи да погоде мету на удаљености од 120 km и да носе експлозивно пуњење од 250 kg. Ове нове ракете, моћи ће да буду испаљене за свега 44 секунде, достижући брзину од 4.7 маха, која ће расти до максемалне висине од 40 km пре негошто удари свој циљ брзином од 1,8 маха и моћи ће да уништи мету површине 3,9 km². Уплану је и интегрисање беспилотних летелица у систем Пинака, потед тога ОИРО намерава да постави систем за навођење на нове ракете како би повећао њихову прецизност. Сажем је завешио испоруком свог система Сигма 30 за ласерску-жиро навигацију и системом за обележавање мете којима би први Пинака бацачи тебало да буду опремљени до јуна 2010. године. Артиљеријски навигациони систем Сигма 30 и систем за обећежавање мете конструисани су за високо прецизо гађње циљева у најкраћем времену. Успешно је извршено тестирање домета на полигону у Чандипуру јануара 2013. године, као и још једно успешно тестирање Пинаке Мк-II, која има домет већи од 60 km, које је спроведено 20. децембра 2013. године.

## Спецификација
|                               | Пинака-I | Пинака-II |
| ----------------------------- | --- | --- |
| Домет                         | 7 km - 42 km | 7 km - 60 km |
| Дужина                        | 4.95 m | 5.20 m |
| Пречник ракете                | 214 mm | 214 mm |
| Тежина бојеве главе           | 100 kg | 100 kg |
| Укупна тежина                 | 276 kg | 276 kg |
| Брзина паљбе                  | Приближно 44 секунде. | Приближно 44 секунде. |
| Вероватноћа циркуларне грешке | - 1-2% опсега - Значајно унапређени систем Корекције Трајакторије који је уграђен у систем. | - 1-2% опсега - Значајно унапређени систем Корекције Трајакторије који је уграђен у систем. |
| Време за припрему плотуна     | 4 минута. | 4 минута. |
| Бојеве главе                  | - Парчадно високоексплозивна - Запаљива - Противтенковске и противпешадијске - Противтенковске касетне | - Парчадно високоексплозивна - Запаљива - Противтенковске и противпешадијске - Противтенковске касетне |
| Лансер                        | - Базиран на подвожју модела Колос фабрикеТатра камиона због високе покретљивости. Камион на индијском тржишту носи другу ознаку БЕМЛ. - Камион се одликује централним регулационим системом; возач може прилагодити притисак у гумама тако да приањање одговара терену и омогућује оптималну покретљивост. - Два лансирна контејнера по лансеру, са укупно 12 ракета у њима. - Укупно 6 лансера сачињава једну батерију. - Лансери поседују АБХО заштиту, имају сопствене компијутеризоване системе контроле ватре, и аутоматизовани систем позиционирања. - Системи пинака и лансери су подешени да гађају и нишане током борбених задатака захваљујући употеби Инерцијални навигациони система СИГМА 30. - Батерија од 6 бацача може неутралисати мету на површини од приближно 1,000 × 800 m са растојања од 40 km. - Лансер има могућност електро мегнетног склапања и подизања стабилизатора и траверзе, где се померање траверзе може вршити 90° лево и десно од централне линије и подизање до 55°. | - Базиран на подвожју модела Колос фабрикеТатра камиона због високе покретљивости. Камион на индијском тржишту носи другу ознаку БЕМЛ. - Камион се одликује централним регулационим системом; возач може прилагодити притисак у гумама тако да приањање одговара терену и омогућује оптималну покретљивост. - Два лансирна контејнера по лансеру, са укупно 12 ракета у њима. - Укупно 6 лансера сачињава једну батерију. - Лансери поседују АБХО заштиту, имају сопствене компијутеризоване системе контроле ватре, и аутоматизовани систем позиционирања. - Системи пинака и лансери су подешени да гађају и нишане током борбених задатака захваљујући употеби Инерцијални навигациони система СИГМА 30. - Батерија од 6 бацача може неутралисати мету на површини од приближно 1,000 × 800 m са растојања од 40 km. - Лансер има могућност електро мегнетног склапања и подизања стабилизатора и траверзе, где се померање траверзе може вршити 90° лево и десно од централне линије и подизање до 55°. |